# Liza Weil
Liza Weil  (Passaic, Nueva Jersey, 6 de junio de 1977) es una actriz estadounidense conocida por sus papeles de Paris Geller en la serie de televisión Gilmore Girls y de Bonnie Winterbottom en la serie How to Get Away with Murder.

## Biografía
La infancia de Liza transcurrió viajando alrededor del mundo con sus padres, quienes pertenecían a The Mad House of London, una prestigiosa compañía de comedias conocida en toda Europa. A la edad de 7 años, la familia de Liza se asentó en un pequeño pueblo de Pensilvania llamado Lansdale y después de eso, ella comenzó a hacer actuaciones en teatros locales. Sin ningún estudio formal, sus padres le ayudaron a guiar su carrera, permitiéndole viajar varias veces a audiciones en Manhattan. Después de varias actuaciones teatrales, los directores comenzaron a fijarse más en Liza. En el 2000 se presentó para el papel de Rory en Gilmore Girls: no lo consiguió, pero dejó tan encantados a todos que acabaron dándole el papel de Paris Geller. Se casó en 2006 con Paul Adelstein (el Dr. Cooper en Private Practice) y tienen una hija, Josephine, nacida en 2010. El matrimonio se separó en 2016.

## Filmografía

### Cine
| Año  | Título                    | Papel             | Notas             |
| ---- | ------------------------- | ----------------- | ----------------- |
| 1998 | Whatever                  | Anna Stockard     |                   |
| 1999 | Stir of Echoes            | Debbie Kozac      |                   |
| 2002 | Dragonfly                 | Suicide Girl      |                   |
| 2002 | Lullaby                   | Rane              |                   |
| 2006 | Grace                     | Madeline Matheson | cortometraje      |
| 2007 | Year of the Dog           | Trishelle         |                   |
| 2007 | Order Up                  | Hippie Patron     | cortometraje      |
| 2007 | Neal Cassady              | Doris Delay       |                   |
| 2008 | Mars                      | Jewel             |                   |
| 2009 | Little Fish, Strange Pond | Norma             | Direct-to-DVD     |
| 2009 | The Missing Person        | Agent Chambers    |                   |
| 2012 | Advantage: Weinberg       | Sylvia Weinberg   | Voz; cortometraje |
| 2012 | Smiley                    | Dr. Jenkins       |                   |
| 2021 | Women Is Losers           | Minerva           |                   |
| 2023 | The Passenger             | Miss Beard        |                   |

### Televisión
| Año     | Título                                 | Papel                | Notas                                          |
| ------- | -------------------------------------- | -------------------- | ---------------------------------------------- |
| 1994    | The Adventures of Pete & Pete          | Bully Margie Corsell | 2 episodios                                    |
| 1995    | As the World Turns                     | Estudiante           | 1 episodio                                     |
| 2000    | The West Wing                          | Karen Larson         | Episodio: "Take out the Trash Day"             |
| 2000–02 | ER                                     | Samantha Sobriki     | 3 episodios                                    |
| 2000–07 | Gilmore Girls                          | Paris Geller         | Principal, 96 episodios                        |
| 2001    | Law & Order: Special Victims Unit      | Lara Todd            | Episodio: "Tangled"                            |
| 2009    | Eleventh Hour                          | Ashley Filmore       | Episodio: "H2O"                                |
| 2009    | CSI: Crime Scene Investigation         | Risa Parvess         | Episodio: "A Space Oddity"                     |
| 2009    | In Plain Sight                         | Angela Atkins        | Episodio: "Gilted Lily"                        |
| 2009    | Grey's Anatomy                         | Alison Clark         | Episodio: "Here's to Future Days"              |
| 2010    | Anyone But Me                          | Dr. Glass            | Serie web; 4 episodios                         |
| 2011    | Sin cita previa                        | Andi                 | Episodio: "Two Steps Back"                     |
| 2012    | Scandal                                | Amanda Tanner        | 6 episodios                                    |
| 2013    | Bunheads                               | Milly Stone          | 6 episodios                                    |
| 2014–20 | How to Get Away with Murder            | Bonnie Winterbottom  | Principal; 90 episodios                        |
| 2016    | Gilmore Girls: A Year in the Life      | Paris Geller         | 3 episodios                                    |
| 2016    | The Tonight Show Starring Jimmy Fallon | Ella misma           | Invitada junto con Scott Patterson y Sean Gunn |
| 2019    | La maravillosa Sra. Maisel             | Carole Keen          | 4 episodios                                    |
| 2022    | The Cleaning Lady                      | Katherine Russo      | Papel recurrente                               |
| 2022    | Westworld                              | Deborah              | 2 episodios                                    |